# Maria-sebinha
Falso-tódi-de-snethlage, maria-sebinha-amazónica ou maria-sebinha (Hemitriccus minor) é uma espécie de ave da família Tyrannidae.
Pode ser encontrada nos seguintes países: Bolívia, Brasil e Venezuela.
Os seus habitats naturais são: florestas subtropicais ou tropicais húmidas de baixa altitude.